# Dachstein Krippenstein-Seilbahn
| Dachstein Krippenstein-Seilbahn I                                  | Dachstein Krippenstein-Seilbahn I        |
| ------------------------------------------------------------------ | ---------------------------------------- |
| Talstation                                                         |                                          |
| Standort:                                                          | Obertraun, Österreich                    |
| Bauart:                                                            | Pendelbahn                               |
| Baujahr:                                                           | 1951, 2007                               |
| Berg:                                                              | Dachstein                                |
| Talstation:                                                        | Obertraun, 600 m                         |
| Höhendifferenz:                                                    | 740 m                                    |
| Bergstation:                                                       | Schönbergalm, 1340 m                     |
| Streckenlänge:                                                     | 1718 m                                   |
| Fahrdauer:                                                         | 4 min                                    |
| Anzahl der Gondeln:                                                | 2 Stk.                                   |
| Anzahl der Stützen:                                                | 1 Stk.                                   |
| Kapazität:                                                         | 60 Pers./Gondel, 600 Pers./Stunde        |
| Hersteller:                                                        | Ludwig Steurer Maschinen und Seilbahnbau |
| Dachstein Krippenstein-Seilbahn II                                 |                                          |
| Die zweite Teilstrecke mit der neuen Seilbahn auf den Krippenstein |                                          |
| Standort:                                                          | Obertraun, Österreich                    |
| Bauart:                                                            | Pendelbahn                               |
| Baujahr:                                                           | 1956, 2007                               |
| Berg:                                                              | Dachstein                                |
| Talstation:                                                        | Schönbergalm, 1340 m                     |
| Höhendifferenz:                                                    | 729 m                                    |
| Bergstation:                                                       | Krippenstein, 2069 m                     |
| Streckenlänge:                                                     | 2285 m                                   |
| Fahrdauer:                                                         | 5,8 min                                  |
| Anzahl der Gondeln:                                                | 2 Stk.                                   |
| Anzahl der Stützen:                                                | 1 Stk.                                   |
| Kapazität:                                                         | 60 Pers./Gondel, 570 Pers./Stunde        |
| Hersteller:                                                        | Ludwig Steurer Maschinen und Seilbahnbau |
| Dachstein Krippenstein-Seilbahn III                                |                                          |
| Die unveränderte dritte Teilstrecke auf die Gjaidalm               |                                          |
| Standort:                                                          | Obertraun, Österreich                    |
| Bauart:                                                            | Pendelbahn                               |
| Baujahr:                                                           | 1961                                     |
| Berg:                                                              | Dachstein                                |
| Talstation:                                                        | Gjaidalm, 1791 m                         |
| Höhendifferenz:                                                    | 288 m                                    |
| Bergstation:                                                       | Krippenstein, 2069 m                     |
| Fahrdauer:                                                         | 4,55 min                                 |
| Anzahl der Gondeln:                                                | 2 Stk.                                   |
| Anzahl der Stützen:                                                | 4 Stk.                                   |
| Kapazität:                                                         | 35 Pers./Gondel, 420 Pers./Stunde        |
| Hersteller:                                                        | VOEST-Alpine                             |
| Betreiber:                                                         | Dachstein & Eishöhlen GmbH & Co KG       |
| Website:                                                           | www.dachstein-salzkammergut.com          |

Die Dachstein Krippenstein-Seilbahn erschließt vom oberösterreichischen Ort Obertraun aus den nördlichen Teil des Dachsteinmassivs. Die Seilbahn ist in der Sommer- und Wintersaison in Betrieb und erschließt die Bergregion des UNESCO-Welterbes Hallstatt-Dachstein/Salzkammergut.

## Anlage, Baugeschichte und Betrieb
Die Dachstein Krippenstein-Seilbahn ist eine aus drei Teilstrecken bestehende Pendelbahn. Sie überwindet insgesamt eine Höhendifferenz von 1760 m und erreicht dabei einen Maximalabstand zum Boden von bis zu 172 Metern.
Die erste Teilstrecke auf die Schönbergalm steht bereits seit 1951 in Betrieb. Mit ihrer Geschwindigkeit von 12 m/s (= 43,2 km/h) bewältigt die Bahn die 742 Höhenmeter und 1734 Meter Schräge Länge in nur 4 Minuten. Sie stellt einen wichtigen Tourismusfaktor dar, da sich auf der Schönbergalm die weltberühmte Dachstein-Eishöhle und Dachstein-Mammuthöhle befinden.
Nach dem Neubau der Seilbahn 2007 (Eröffnung vor dem Wintersaisonstart) erreicht sie im Winterbetrieb nur mehr eine Geschwindigkeit von 8 m/s, um die Fahrzeit mit der zweiten Teilstrecke zu synchronisieren und so Wartezeiten zu vermeiden.
Die zweite Teilstrecke führt über eine Länge von 2285 Metern. Diese Teilstrecke wurde 1956 in Betrieb genommen und ist vor allem für die winterliche Nutzung des Dachsteins bedeutend, da die Bergstation Krippenstein auf 2100 m Ausgangspunkt für die vorhandenen Skiabfahrten ist und sich das Skigebiet "Freesports Arena Dachstein Krippenstein" besonders bei Freeridern zunehmender Beliebtheit erfreut. Ihre Fahrzeit beträgt 5,8 Minuten, wobei sie eine Geschwindigkeit von 10 m/s (= 36 km/h) erreicht.
Auch sie wurde 2007 generalsaniert, wobei auch hier die Kapazität auf 60 Passagiere aufgestockt wurde. Von hier aus ist die neu errichtete Aussichtsplattform 5 Fingers nach einem 20-minütigen Fußweg erreichbar.
Die dritte Teilstrecke wurde 1961 eröffnet und ist seither unverändert in Betrieb. Sie führt mit einer Geschwindigkeit von 7 m/s (= 25,2 km/h) hinab zur Gjaidalm.
Die vierte Teilstrecke, welche von der Gjaidalm Richtung Dachstein hätte führen sollen, wurde nie gebaut. Der Gletscher wurde schließlich mit der Dachstein-Südwandbahn von Ramsau am Dachstein aus erschlossen. Vom Skigebiet Dachsteingletscher gibt es eine 25 Kilometern lange Offpisten-Abfahrt, die Dachsteinüberquerung, bis nach Obertraun – eine Rückkehr mit dem Lift ist nicht möglich.
Die ehemalige Kaserne Oberfeld wurde nicht über die Dachstein Krippenstein-Seilbahn versorgt, sondern hatte eine eigene, aus zwei Sektionen (Mittelstation Krippenbrunn) bestehende Gruppenpendelbahn. Diese Bahn hatte jedoch nur beschränkt öffentlichen Betrieb. Somit bestand die wohl kuriose Möglichkeit, um einen ganzen Berg eine Seilbahnrundfahrt unternehmen zu können. Diese Bahn wurde inzwischen abgebaut.
Betrieben wird die Seilbahn von der Dachstein Tourismus AG, die auch den Besuchsbetrieb der Dachsteinhöhlen innehat.

## Bildergalerie

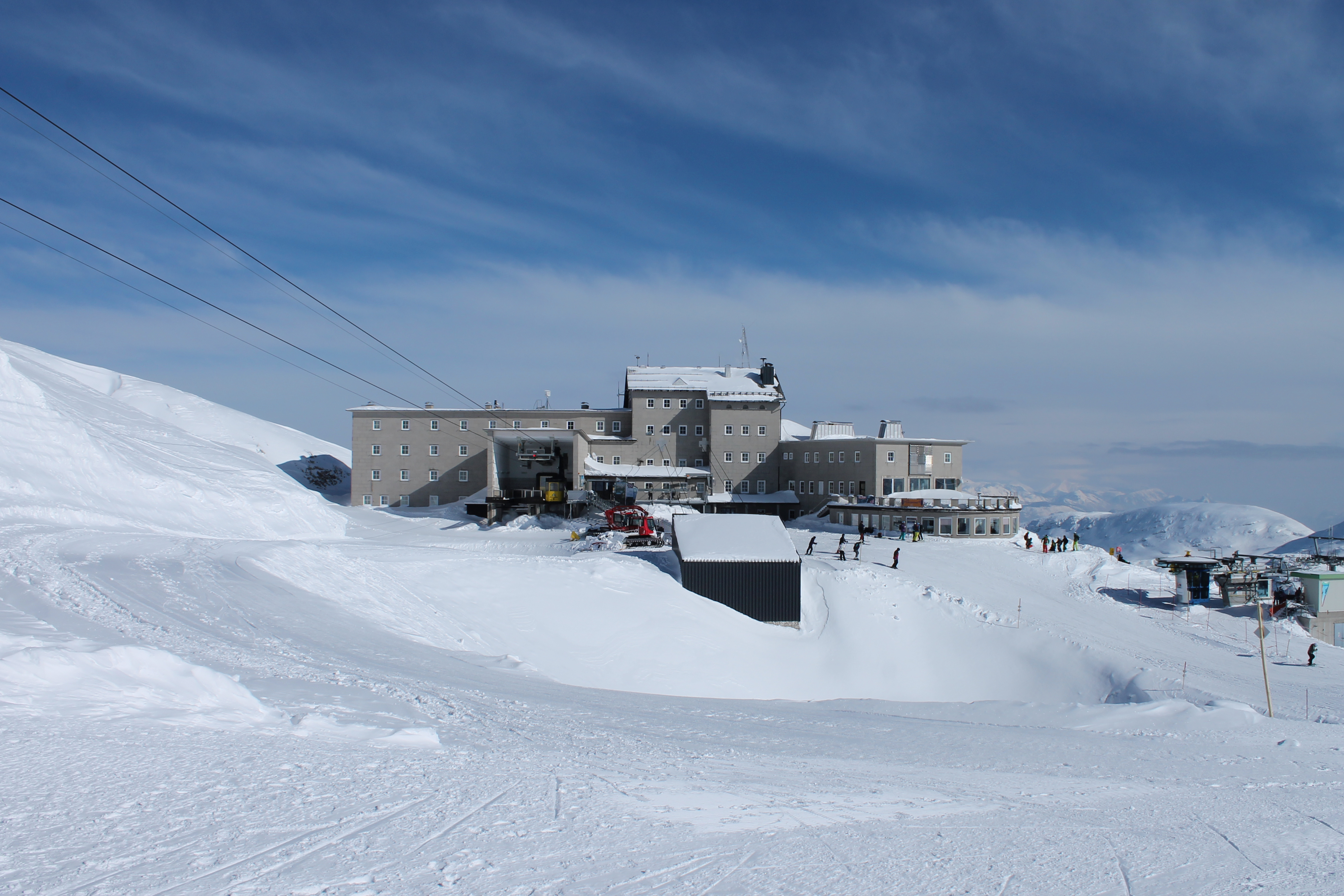
Bergstation Krippenstein (Dachstein Krippenstein-Seilbahn II und III)
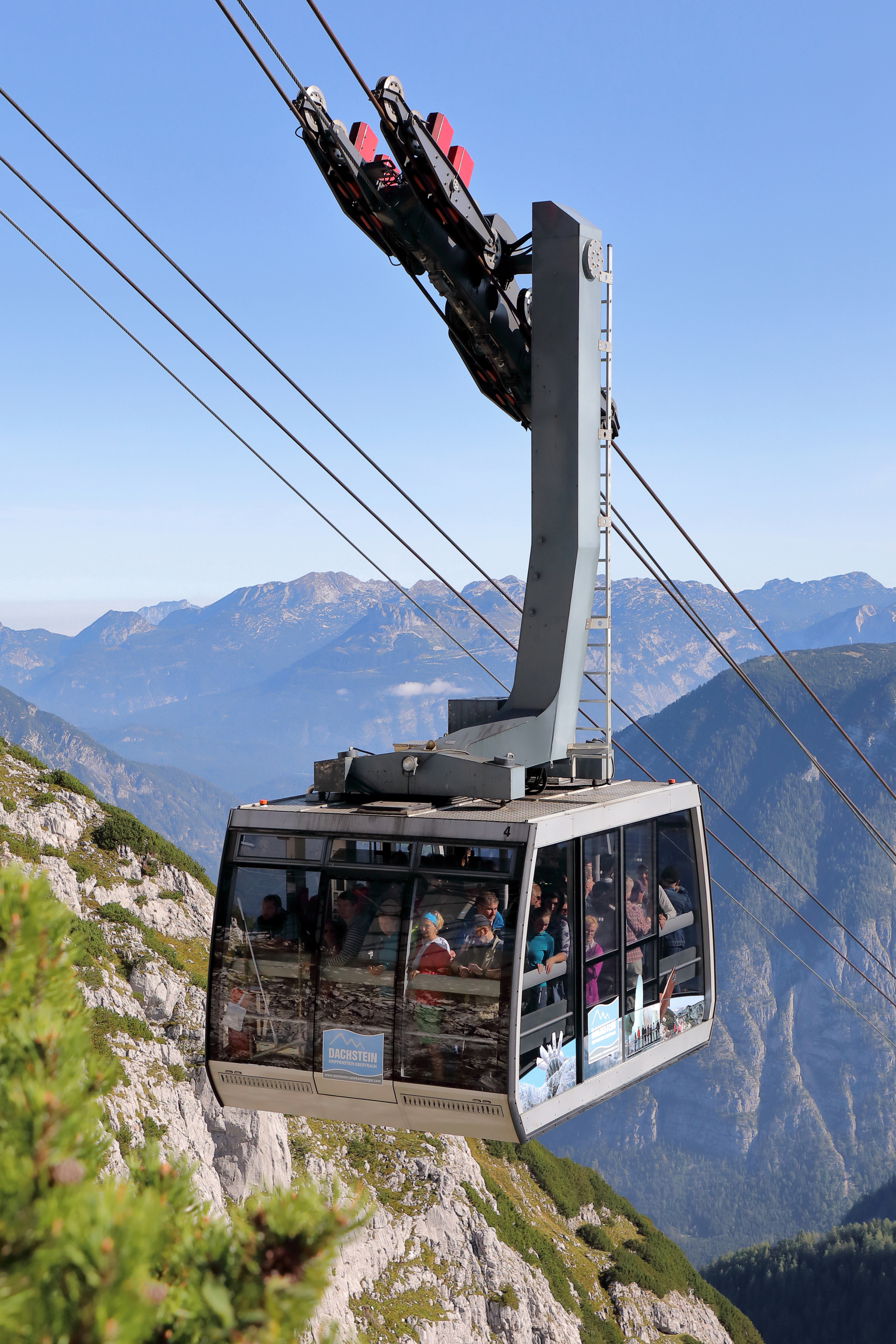
Neue, 60 Personen fassende Kabine (kurz vor der Krippenstein-Bergstation)
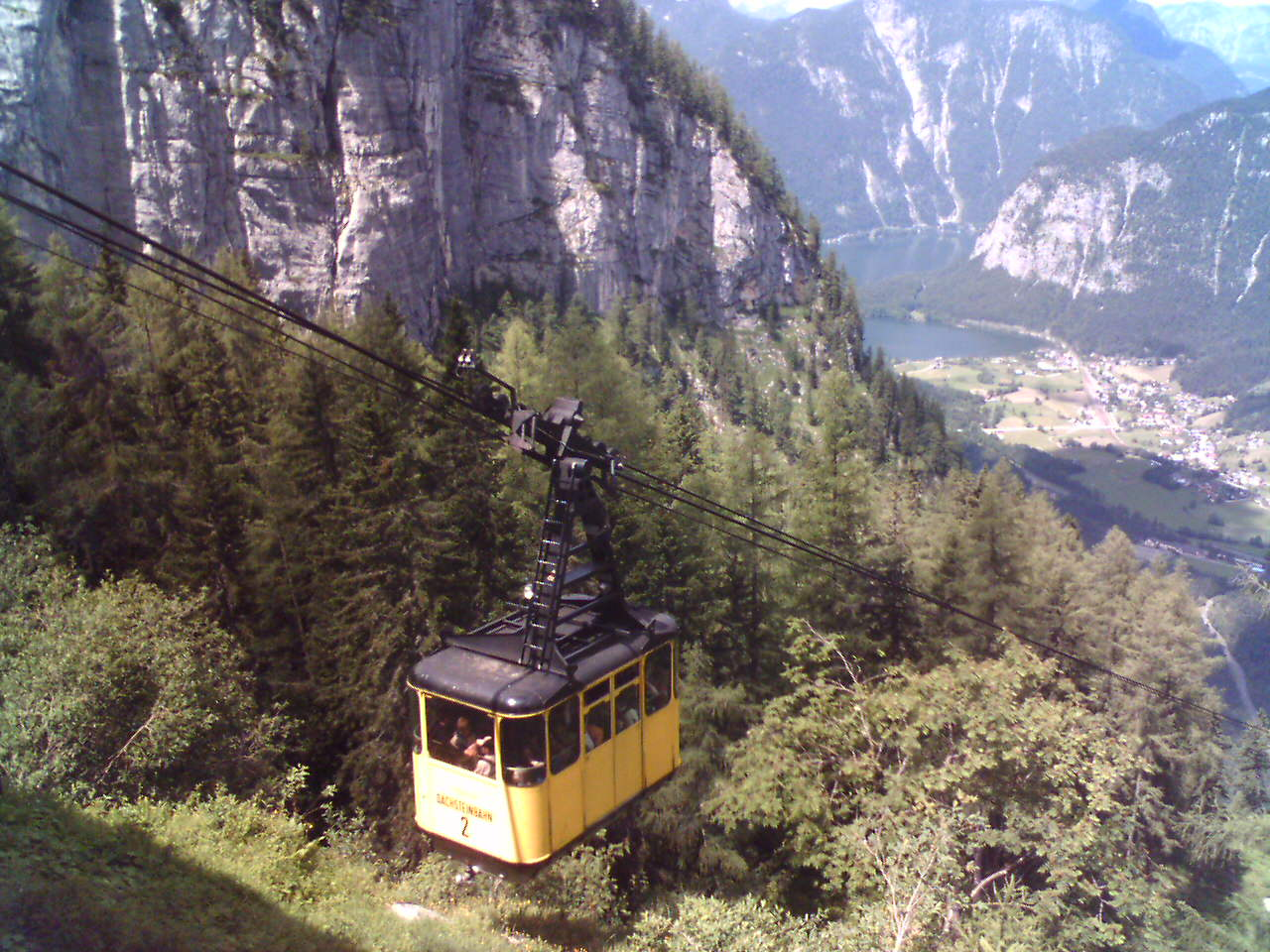
Die Kabine der Seilbahn, die bis 2007 in Betrieb war (kurz vor der Station Schönbergalm)